# Ciudad perdida de Z

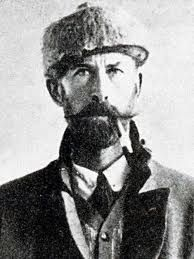
El topógrafo británico Percy Fawcett en 1911, quien creía que una ciudad indígena, a la que llamó "la Ciudad Perdida de Z", había existido en la jungla brasileña.

La Ciudad perdida de Z es el nombre dado por Percy Fawcett, un topógrafo británico, a una ciudad indígena que creía que existía en la selva amazónica del estado de Mato Grosso en Brasil. Basado en las primeras informaciones e historias sobre América del Sur y sus propias exploraciones de la cuenca del río Amazonas, Fawcett teorizó que una vez existió una civilización compleja allí, y que es posible que hayan sobrevivido ruinas aisladas.

## Historia
Fawcett encontró un documento conocido como Manuscrito 512, guardado en la Biblioteca Nacional de Brasil, que se cree fue escrito por el bandeirante portugués João da Silva Guimarães. Según el documento, en 1753, un grupo de bandeirantes descubrió las ruinas de una antigua ciudad que contenía arcos, una estatua y un templo con jeroglíficos. Describió las ruinas de la ciudad con gran detalle sin dar su ubicación.
El Manuscrito 512 fue escrito después de exploraciones realizadas en el sertão del estado de Bahía. Fawcett tenía la intención de buscar esta ciudad como objetivo secundario después de "Z". Estaba preparando una expedición para encontrar a "Z" cuando estalló la Primera Guerra Mundial y el gobierno británico suspendió su apoyo. Fawcett regresó a Gran Bretaña y sirvió en el frente occidental durante la guerra. En 1920 emprendió una expedición personal para encontrar la ciudad, pero se retiró después de sufrir fiebre y tener que dispararle a su animal de carga. En una segunda expedición cinco años después, Fawcett, su hijo Jack y Raleigh Rimell, desaparecieron en la jungla de Mato Grosso.
Los investigadores creen que Fawcett pudo haber sido influido en su pensamiento por la información obtenida de los indígenas sobre el sitio arqueológico de Kuhikugu, cerca de la cabecera del río Xingú. Después de la presunta muerte de Fawcett en la selva, Kuhikugu fue descubierto por occidentales en 1925. El sitio contiene las ruinas de una veintena de ciudades y pueblos en los que podrían haber vivido hasta 50.000 personas. Desde entonces, se ha reconocido que el descubrimiento de otros grandes movimientos de tierra geométricos en entornos interfluviales del sur de la Amazonia apoya la teoría de Fawcett.

## En la cultura popular
En 2005, el periodista estadounidense David Grann publicó un artículo en The New Yorker sobre las expediciones y hallazgos de Fawcett, titulado "La ciudad perdida de Z". En 2009 lo convirtió en un libro homónimo y, en 2016, fue adaptado por el guionista y director James Gray en una película también del mismo nombre protagonizada por Charlie Hunnam, Robert Pattinson, Tom Holland y Sienna Miller.